# ABC-fegyverek
ABC-fegyverek a közös neve az atom- (angolul: Atomic), a biológiai (Biological) és a vegyi (Chemical) hadviselés fegyvereinek. Máskor az „atom-” helyett a nukleáris (Nuclear) kifejezést használják, ekkor a rövidítés NBC-re módosul. 
E kategória nagymértékben átfed, de nem azonos a tömegpusztító fegyverek kategóriájával.
Napjainkban terjedt el az angol CBRN-kifejezés, ami (Chemical) (Biological) (Radiological) (Nuclear)-t fejezi ki.
Az ún. "piszkos" radiológiai bombák elterjedésével, illetve a hidegháborús (NBC) terminológiától való szakítással hozták létre, eme kategóriát.

## Közös jelzései
|                          | szimbólum | Unicode | nagy kép                          |
| ------------------------ | --------- | ------- | --------------------------------- |
| Méreg jelzés             | ☠         | U+2620  | Koponya keresztbe tett csontokkal |
| Radioaktív jelzés        | ☢         | U+2622  | Radioaktív                        |
| Biológiai veszély jelzés | ☣         | U+2623  | Biológiai veszély                 |
| Vegyi fegyver jelzés     | N/A       | N/A     | Vegyi hadviselés                  |